# Erdmannsweiler
Erdmannsweiler ist ein Ortsteil der Gemeinde Königsfeld im Schwarzwald im Schwarzwald-Baar-Kreis in Baden-Württemberg.

## Wappen
Beschreibung: „Unter einem goldenen Schildhaupt mit querliegender vierendiger schwarzer Hirschstange in Blau ein silberner Spaten mit goldenem Stiel schräggekreuzt mit einer Hacke in den gleichen Farben.“

## Geographie
Erdmannsweiler liegt am Ostabhang des Schwarzwaldes 4 km nordöstlich von Königsfeld im Schwarzwald.
Es ist eine straßendorfartige Siedlung mit einigen Querstraßen.

## Geschichte
Erdmannsweiler wurde 1094 als Ortinesuuilere oder Ortinswilere erstmals als hochmittelalterliche Ausbausiedlung von Weiler erwähnt. Bei der Erstnennung übergaben die Freien Manegold und Gotschalk ihren Besitz in Erdmannsweiler an St. Georgen.
Die Herrschaftsentwicklung entspricht der von Weiler. Die Angliederung an das Großherzogtum Baden erfolgte 1810.
1974 wurde es in die Gemeinde Königsfeld im Schwarzwald eingemeindet.